# ناحیه لاموت، شهرستان کرافورد، ایلینوی
ناحیه لاموت (به انگلیسی: Lamotte Township) یک منطقهٔ مسکونی در ایالات متحده آمریکا است که در شهرستان کروفورد، ایلینوی واقع شده‌است. ناحیه لاموت ۱۳۴ متر بالاتر از سطح دریا واقع شده‌است.